# Velika nagrada Monaka 1976
Velika nagrada Monaka 1976 je bila šesta dirka Svetovnega prvenstva Formule 1 v sezoni 1976. Odvijala se je 30. maja 1976.

## Dirka
| Poz | Št | Dirkač             | Konstruktor        | Krogi | Čas/Odstop | Št. m. | Toč |
| --- | -- | ------------------ | ------------------ | ----- | ---------- | ------ | --- |
| 1   | 1  | Niki Lauda         | Ferrari            | 78    | 1:59:51,4  | 1      | 9   |
| 2   | 3  | Jody Scheckter     | Tyrrell-Ford       | 78    | + 11,13 s  | 5      | 6   |
| 3   | 4  | Patrick Depailler  | Tyrrell-Ford       | 78    | + 1:04,84  | 4      | 4   |
| 4   | 34 | Hans Joachim Stuck | March-Ford         | 77    | +1 krog    | 6      | 3   |
| 5   | 12 | Jochen Mass        | McLaren-Ford       | 77    | +1 krog    | 11     | 2   |
| 6   | 30 | Emerson Fittipaldi | Fittipaldi-Ford    | 77    | +1 krog    | 7      | 1   |
| 7   | 16 | Tom Pryce          | Shadow-Ford        | 77    | +1 krog    | 15     |     |
| 8   | 17 | Jean-Pierre Jarier | Shadow-Ford        | 76    | +2 kroga   | 10     |     |
| 9   | 8  | Carlos Pace        | Brabham-Alfa Romeo | 76    | +2 kroga   | 17     |     |
| 10  | 28 | John Watson        | Penske-Ford        | 76    | +2 kroga   | 18     |     |
| 11  | 21 | Michel Leclère     | Wolf-Williams-Ford | 76    | +2 kroga   | 8      |     |
| 12  | 26 | Jacques Laffite    | Ligier-Matra       | 75    | Trčenje    | 12     |     |
| 13  | 22 | Chris Amon         | Ensign-Ford        | 74    | +4 krogi   | 2      |     |
| 14  | 2  | Clay Regazzoni     | Ferrari            | 73    | Trčenje    | 16     |     |
| Ods | 6  | Gunnar Nilsson     | Lotus-Ford         | 39    | Motor      | 3      |     |
| Ods | 10 | Ronnie Peterson    | March-Ford         | 26    | Trčenje    | 14     |     |
| Ods | 11 | James Hunt         | McLaren-Ford       | 24    | Motor      | 9      |     |
| Ods | 9  | Vittorio Brambilla | March-Ford         | 9     | Vzmetenje  | 19     |     |
| Ods | 19 | Alan Jones         | Surtees-Ford       | 1     | Trčenje    | 20     |     |
| Ods | 7  | Carlos Reutemann   | Brabham-Alfa Romeo | 0     | Trčenje    | 21     |     |
| DNQ | 20 | Jacky Ickx         | Wolf-Williams-Ford |       |            |        |     |
| DNQ | 38 | Henri Pescarolo    | Surtees-Ford       |       |            |        |     |
| DNQ | 37 | Larry Perkins      | Boro-Ford          |       |            |        |     |
| DNQ | 24 | Harald Ertl        | Hesketh-Ford       |       |            |        |     |
| DNQ | 35 | Arturo Merzario    | March-Ford         |       |            |        |     |